# Еквадорсько-перуанські відносини
Еквадорсько-перуанські відносини — двосторонні дипломатичні відносини між Еквадором та Перу. Протяжність державного кордону між країнами становить 1529 км.

## Історія
Ці дві країни тричі перебували у стані збройного конфлікту. Причиною війн стала суперечка між Перу та Еквадором за володіння територіями, більша частина яких лежала в басейні Амазонки між гірським ланцюгом Анд та річкою Мараньйон. З 1941 по 1942 рік тривала перша Перуансько-еквадорська війна, перемогу в якій здобули війська Перу. 1960 року президент Еквадору Хосе Марія Веласко Ібарра відмовився визнавати Ріо-де-Жанейрський протокол, згідно з яким цей район був відданий під суверенітет Перу. Еквадор почав претендувати на спірний регіон і наголошувати на необхідності виходу країни в Атлантичний океан через річку Амазонку. 28 січня 1981 року між країнами почалася війна вздовж кордону між басейном Амазонки та Еквадором. Після того, як перуанські війська витіснили еквадорські війська зі своєї території, 1 лютого 1981 року набрала чинності угода про припинення вогню. Комісія, що складається з військових аташе США, Аргентини, Бразилії та Чилі, організувала проведення переговорів про припинення вогню, Перу та Еквадор відвели війська на довоєнні позиції. Однак більшість еквадорців підтримала зусилля свого уряду щодо спроби приєднання спірної території. У 1995 році відбулася третя війна, що закінчилася нічиєю. Остаточний мирний договір між країнами був підписаний 26 жовтня 1998 року.
Відповідно до підписаного мирним договором країни розробили Національний план розвитку для спірного району. Основними напрямами плану стали: покращення соціальної інфраструктури та заохочення приватних інвестицій. Після підписання мирного договору країни вклали сім мільярдів доларів США у розвиток прикордонного регіону, вкладення були у такі сфери: соціальне забезпечення, охорона здоров'я, електрифікація, здійснення постійного імміграційного контролю, розмінування, припинення незаконного видобутку корисних копалин та торгівлі наркотиками, а також сприяння розвитку малих та середніх підприємств. У вересні 2016 року відбулося чергове засідання двосторонньої прикордонної комісії у Кіто.

## Дипломатичні представництва
- Еквадор має посольство в Лімі і консульства у П'юрі і Тумбесі.
- Перу має посольство в Кіто і генеральні консульства в Гуаякілі, Лохі і Мачалі, а також консульство в Макарі.